# Foldning
 Denne artikel omhandler som matematisk begreb. Opslagsordet har også en anden betydning, se foldning (flertydig).
Foldning har stor anvendelse inden for matematik og især signalbehandling. En foldning er en matematisk operation, hvor to funktioner, {\displaystyle f(t)} og {\displaystyle g(t)} forskydes i forhold til hinanden, resulterende i en tredje funktion, {\displaystyle h(t)}, der udtrykker den overlappende mængde af de to funktioner. 
En foldning kan ses som en form for en løbende vægtning af en funktion.
Foldningsoperationen angives ved en {\displaystyle *} (stjerne)
{\displaystyle h(t)=f(t)*g(t)}
Foldningsintegralet er givet ved
{\displaystyle f(t)*g(t)=\int _{0}^{t}f(\tau )g(t-\tau )d\tau }